# Corujas
Corujas is een plaats (freguesia) in de Portugese gemeente Macedo de Cavaleiros en telt 213 inwoners (2001).